# Complicado
"Complicado" é uma canção dos artistas musicais brasileiros Vitão e Anitta. Foi lançada em 4 de outubro de 2019 como primeiro single do álbum de estreia de Vitão, Ouro (2020).

## Composição
"Complicado" foi composta por Vitão, DAY, Diogo Piçarra, Carol Biazin, Dan Ferreira, Marcelinho Ferraz, Los Brasileiros e Pedro Dash, sendo produzida pelo último. Durante a composição algumas referências são dadas, como a canção da cantora Maria Gadú ("Shimbalaiê tipo Gadu, não quero ser o seu gado") e ao chefe de estado denominado Dalai-lama ("Contigo é mó drama to calmo bem Dalai Lama").

## Vídeo musical
O Clipe foi lançado em 4 de outubro de 2019,  Dirigido por Leo Ferraz, o vídeo foi gravado em 13 de setembro de 2019 no Museu Castelinho, na cidade de Santo André, SP. Em 30 de setembro de 2019, Vitão publicou o teaser do clipe nas redes sociais.  Na gravação, os artistas protagonizaram um beijo apaixonado, que fazia parte do roteiro do clipe. 

## Apresentações ao vivo
Vitão e Anitta cantaram a música pela primeira vez no festival Melhor Baile do Mundo em 29 de setembro de 2019. 

## Histórico de lançamento
| Região | Data                 | Formato                    | Gravadora | Ref    |
| ------ | -------------------- | -------------------------- | --------- | ------ |
| Mundo  | 4 de outubro de 2019 | download digital streaming | Universal | [ 14 ] |
| Mundo  | 4 de outubro de 2019 | Vídeo Vídeo musical        | Universal | [ 15 ] |

## Desempenho nas tabelas musicais
| País — Tabela musical (2019) | Posição de pico |
| ---------------------------- | --------------- |
| Brasil (Top 10 Pop Nacional) | 10              |

| País — Tabela musical (2019) | Posição de pico |
| ---------------------------- | --------------- |
| Brasil (Top 50 Streaming)    | 16              |